# 厚叶附地菜
厚叶附地菜（学名：Trigonotis orbicularifolia）是紫草科附地菜属的植物，为中国的特有植物。分布于中国大陆的四川等地，生长于海拔700米至1,800米的地区，多生长于常绿阔叶混交林下、杂木林缘、山坡草地及溪谷湿地，目前尚未由人工引种栽培。